# Kopilovți, Montana
Kopilovți (în bulgară Копиловци) este un sat în comuna Gheorghi Dameanovo, regiunea Montana,  Bulgaria. 

## Demografie
Componența etnică a satului Kopilovți
     Bulgari (99,29%)
     Nicio identificare (0,7%)
     Altele (0%)
La recensământul din 2011, populația satului Kopilovți era de 564 locuitori. Din punct de vedere etnic, majoritatea locuitorilor (99,29%) erau bulgari. Pentru 0,7% din locuitori nu este cunoscută apartenența etnică.